# Astèrix als Jocs Olímpics (pel·lícula)
Astèrix als Jocs Olímpics (Astérix et Obélix aux Jeux Olympiques, en francès) és una co-producció alemanya, espanyola, francesa i italiana, de Frédéric Forestier i de Thomas Langma basada en el còmic homònim. Es va estrenar el 8 de febrer del 2008, i hi apareixen actors com a Gérard Depardieu, Alain Delon, Clovis Cornillac, Elsa Pataky o Santiago Segura.

## Argument
Per conquistar a la princesa Irina, el guerrer Alafolix desafia al fill de Cèsar, Brutus, que també busca l'amor de la noble. Ambdós s'afrontaran als Jocs Olímpics de Grècia per l'amor de la princesa.

## Repartiment
- Clovis Cornillac (Astèrix)
- Gérard Depardieu (Obèlix)
- Alain Delon (Cèsar)
- Benoît Poelvoorde (Brutus)
- Vanessa Hessler (Irina)
- Santiago Segura (Doctormabus)
- Stéphane Rousseau (Alafolix)
- Jamel Debbouze (Numeròbis)
- Michael Schumacher (Michael)
- Adriana Karembeu (Agecanonix)
- Zinédine Zidane (Numeròbis II)

## Rodatge
La pel·lícula va ser rodada a la Ciutat de la Llum a Alacant, i en altres localitats de la província del País valencià així com a la província d'Almeria de la comunitat Andalusa.

## Doblatge en català
La pel·lícula no es va estrenar en català, en gallec ni en euskera als cinemes tot i haver-se rodat a Espanya. El DVD sí que inclou la versió catalana.